# Joan Paradís i Puig

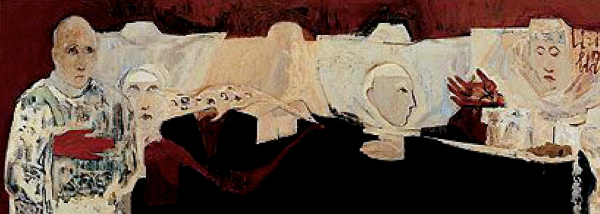
La vetlla de la monja (1962) de Joan Paradís

Joan Paradís i Puig (Figueres, Alt Empordà, 6 de febrer de 1941 - 21 de gener de 2019) fou un pintor català.

## 1960 - 1970
La seva primera pintura s'inscriu de ple en la gran tradició espanyola. Ja des de la seva primera exposició individual, a la Sala Icària de Figueres l'any 1963, Paradís ja va demostrar aquesta tendència. Allà va presentar obres que demostraven que tenia un aprenentatge acadèmic, però que alhora posseïa una gran personalitat i molta seguretat, que mantindrà al llarg de la seva carrera. Va marcar verdadera sorpresa en els assistents. Així ho demostra el periodista Junca Hors en la ressenya de l'exposició abans esmentada:
(...) Coneixíem a Paradís fa uns anys, li havíem vist algunes de les seves obres. Totes elles denotaven que l'artista estava a la recerca d'alguna cosa que no trobava, i que en aquesta exposició ha expansionat el seu esperit presentant aquestes obres que no dubtem amb el temps sabrà continuar amb aquesta tècnica tan pròpia de l'artista, com és al de seguir la seva iniciativa personal (...).
Paradís era un gran dibuixant, però no oblidava tampoc els colors, perquè sabia que el dibuix necessita el color i viceversa. Feia una obra en la qual deixa les figures marcades però alhora amb les seves formes insinuants. El resultat d'això és una obra on es barreja l'"abstracte" en el fons amb el fet més precís de la imatge central. Es dedica a fer purament realisme i elimina tots els detalls secundaris que podria haver-hi. Ell treballava amb sobrietat, provocant que les seves primeres obres, fossin més contundents. Moltes de les crítiques que se li feien en l'època diuen que les pintures de Paradís, encara que el pintor tingués vint-i-pocs anys, semblaven obres molt antigues. Només treballava amb una sola tonalitat i una sola llum, emprant un cromatisme molt simple, però que seguia demostrant molts matisos.
Un quadre que defineix molt bé aquesta primera etapa és la Resurrecció de Llàtzer (1961), en el qual es veuen a dues figures que sobresurten d'un fons fosc indeterminat, amb tons torrats i vermells. Representaria el traspàs entre la vida i la mort. En tota la seva obra inicial, encara que en aquesta pintura es veu especialment bé, usa una composició molt geomètrica amb formes rectilínies i cúbiques que li donen racionalitat al conjunt. Ell descontextualitzava la línia fent recordar al Cubisme, tot i que mai ho va arribar a ser del tot.

## 1970 - 1990
Són unes pintures noves amb colors vius, joves i lluminosos, que es presenten amb molt força interior que esclata cap en fora, és a dir, fa una pintura aparentment contrària a la de l'etapa anterior, però independent dels colors que arribi a utilitzar, l'essència de Paradís segueix present. Deixa els colors apagats i pansits de la ciutat barcelonina per omplir els seus quadres amb llum mediterrània, coincidint amb la tornada cap a casa. Les seves obres són com finestres a la vida diària vista des de diferents angles, com el cinisme, el sarcasme o la ironia. Posseeix una paleta plena de colors utilitzada a la manera de fer dels fauvistes però sempre tenint la tradició naturalista espanyola present.
Amb el transcurs de la dècada dels vuitanta, cada cop anem trobant una pinzellada molt més solta i amb més voluntat de construcció del quadre. El contrast de color encara és més destacat, però sempre des d'un vessant figuratiu. Les temàtiques, això sí, són més disperses. Le maudit chien jeune ecrasse mon papillon bleu (1985) seria la més important.
L'any 1988 treballa amb el taller figuerenc de Tristán Barbarà per fer Cans, una sèrie de sis gravats els quals de cada un se'n varen fer una tirada de quaranta exemplars. L'exposició es va presentar a la Galeria Eude. Aquesta serà el seu primer treball relacionat amb el món del gravat. La mostra tindrà tant d'èxit que viatjarà per Palma, Lleida, Tolosa, Sant Sebastià, ARCO de Madrid, Nova York, Los Angeles, Tòquio, etc. En aquest seguit d'obres juga amb les línies corbes per donar una sensació de figuració en relació amb la figura dels gossos. És justament en aquesta sèrie on la línia de la figuració i l'abstracció comença a trontollar.